# Serenity (film)
A Serenity 2005--ben bemutatott amerikai űrwestern, ami Joss Whedon Firefly című televíziós sorozatának cselekményét folytatja. A filmet Whedon rendezte és írta, a történet pedig a címszereplő hajó legénységéről szól, akik egy megszokottnál is kétesebb ügyletbe futna, így menekülniük kell Világszövetség elöl. A sorozat főbb szereplőit játszó színészek, mint Nathan Fillion, Alan Tudyk és Summer Glau mind visszatértek, hozzájuk csatlakozott többek közt Adam Baldwin és Chiwetel Ejiofor.
A film premierje az Edinburgh-i Nemzetközi Filmfesztiválon volt 2005. augusztus 22-én, majd szeptember 30-tól az Amerikai Egyesült Államok mozijaiban is műsorra tűzték. Magyarországon 2005. november 24-én mutatták be mozikban, majd az InterCom Zrt. kiadásában jelent meg DVD-n 2006. július 13-án, majd a TV2 mutatta be 2009. november 21-én.

## Cselekmény
A 26. században az emberiség új naprendszereket hódított meg, a központi bolygók összefogásából létrejött a Világszövetség, ami legyőzte az ellene harcoló, Függetlenek nevezetű csoportot. A szövetség tudósai képzik ki a fiatal géniusz River Tamet, akiből parafenomén bérgyilkost akarnak csinálni, de bátyja, Dr. Simon Tam még időben kimenti. Azonban képességei miatt belelátott a szövetség embereinek fejébe és megtudta a titkaikat, így azok egy bérgyilkost fogadnak fel, hogy intézze el őket. A két testvér végül a Serenity-n, egy Firefly-osztályú szállítóhajón lel menedéket, aminek kapitánya, a Függetlenek oldalán harcolt Malcolm Reynolds kétes ügyletekkel szerzi magának és legénységének a bevételt. A Serenity azonban menekülni kényszerül, ugyanis a két utasuk után vadászó Világszövetség hadereje és a bérgyilkos mellett az univerzum peremén élő, kannibál Fosztogatókkal is meggyűlik a bajuk.

## Szereplők
| Színész            | Szerep                          | Magyar hang           |
| ------------------ | ------------------------------- | --------------------- |
| Nathan Fillion     | Malcolm "Mal" Reynolds kapitány | Papp Dániel           |
| Gina Torres        | Zoë Alleyne Washburne           | Nagy-Kálózy Eszter    |
| Alan Tudyk         | Hoban "Wash" Washburne          | Seszták Szabolcs      |
| Morena Baccarin    | Inara Serra                     | Kiss Virág Magdolna   |
| Adam Baldwin       | Jayne Cobb                      | Bede-Fazekas Szabolcs |
| Jewel Staite       | Kaywinnet Lee "Kaylee" Frye     | Roatis Andrea         |
| Sean Maher         | Simon Tam                       | Markovics Tamás       |
| Summer Glau        | River Tam                       | Zsigmond Tamara       |
| Ron Glass          | Book pásztor                    | Vass Gábor            |
| Chiwetel Ejiofor   | A bérgyilkos                    | Zámbori Soma          |
| David Krumholtz    | Mr. Univerzum                   | Láng Balázs           |
| Michael Hitchcock  | Dr. Mathias                     | Beratin Gábor         |
| Sarah Paulson      | Dr. Caron                       | Kerekes Andrea        |
| Yan Feldman        | Mingo                           | Janovics Sándor       |
| Rafael Feldman     | Fanty                           |                       |
| Nectar Rose        | Lenore                          |                       |
| Tamara Taylor      | Tanár                           | Oláh Orsolya          |
| Glenn Howerton     | Lilac Young Tough               |                       |
| Hunter Ansley Wryn | River gyerekként                | Kántor Kitty          |